# Zala (řeka)
Zala je řeka v Maďarsku. Prochází župami Vas a Zala. Je dlouhá 126 km. Pramení nedaleko vesnice Orfalu v župě Vas. Nejprve se vlévá do jezera Kis-Balaton, ale poté ještě pokračuje jako kanál propojující jezera Kis-Balaton a Fenéki-tó s Balatonem, do něhož ústí nedaleko obce Balatonszentgyörgy.

## Sídla ležící u břehu řeky
Zala prochází následujícími sídly:
- Orfalu
- Szalafő
- Őriszentpéter
- Nagyrákos
- Pankasz
- Csöde
- Felsőjánosfa
- Zalalövő
- Salomvár
- Zalacséb
- Zalaszentgyörgy
- Kávás
- Boncodfölde
- Bagod
- Teskánd
- Zalaegerszeg
- Zalaszentiván
- Pethőhenye
- Alibánfa
- Vöckönd
- Kemendollár
- Pókaszepetk
- Zalaistvánd
- Dötk
- Pakod
- Zalabér
- Batyk
- Zalaszentgrót
- Kehidakustány
- Zalacsány
- Bókaháza
- Szentgyörgyvár
- Zalaapáti
- Esztergályhorváti
- Zalavár
- Balatonmagyaród
- Balatonszentgyörgy

## Přítoky
Do řeky Zaly se vlévají potoky:
- Felsőszeri-patak
- Siskaszeri-patak
- Csikó-völgyi-patak
- Ispánki-patak
- Szentjakabi-patak
- Szőcei
- Keresztúri-patak
- Halastói-patak
- Kövecses-völgyi-patak
- Vitnyédi-patak
- Szentmihályfai-patak
- Szentmártoni-patak
- Felső-Válicka
- Sárvíz
- Alibánfai-patak
- Szévíz
- Foglár
- Széplak-patak
- Nadas-patak
- Zalaszentgróti-patak
- Köszvényes-patak
- Kis-Zala
- Bárándi-patak
- Meckenyei-árok
- Szabari-patak
- Radai-patak
- Garabonci-patak
- Garabonci-malomárok
- Zala-Somogy-határárok
- Keszthelyi-határárok
- Hévízi-csatorna
- Cölőpös-árok